# James Rosenquist
James Rosenquist (Grand Forks, 29 novembre 1933 – New York, 31 marzo 2017) è stato un pittore statunitense.

## Biografia
È considerato uno dei padri storici della Pop art, abbreviazione di "Popular Art", insieme a Andy Warhol e Roy Lichtenstein. Egli indaga il mondo del cinema, della televisione e della pubblicità dandone una rappresentazione accattivante ma frammentata. La sua è una pittura policroma che esaspera dettagli decontestualizzati di oggetti banali e spunti tematici facenti parte della nostra vita quotidiana. I suoi quadri si caratterizzano per il grande formato e i temi propri del mondo pubblicitario, del quale ha fatto parte all'inizio della sua carriera. 
A Minneapolis nel 1957 comincia a dipingere insegne e immagini di auto all'esterno di edifici. Nel 1958 dipinge molte insegne per i teatri di Times Square a New York per la Artkraft Strauss Sign Corporation. Per la Tiffany dipinge invece molti fondali per i negozi della Quinta Strada di Manhattan. Nel 1960 smette di lavorare per la Artkraft dopo che due artisti caddero dalle impalcature e morirono. In questi anni diversi critici e galleristi cominciano a notare i lavori di Rosenquist come Leo Castelli, Henry Geldzhaler, Ileana Sonnabend. Rosenquist già conosceva Claes Oldenburg, Robert Indiana, Ellsworth Kelly, Jack Youngermann. Nel 1962 un articolo su "Art International" cita per la prima volta Jim Dine, Lichtenstein, Oldenburg e Rosenquist come un gruppo. La mostra alla Sydney Janis Gallery "International Exhibition Of The New Realists" mette in parallelo questi nuovi artisti americani con il gruppo di Nouveau Realistes europei. Il nome di New Realists sarà ben presto cambiato in Pop-art come suggerito da Alloway. Nel 1963 Rosenquist continua a sperimentare includendo oggetti nelle opere come il legno (in Nomad), sedie (in Candidate and Director), fogli di plastica o di Mylar ((AD, Soap Box  Tree), Nel 1964 espone alla biennale di venezia, Nel 1965 è presente nel libro Pop-Art di John Rublensky insieme a Lichtenstein, Oldenburg, Warhol e Wesselmann. Nel 1972 Rosenquist partecipa ad una dimostrazione contro la guerra in Viet-nam, viene arrestato e incarcerato per una notte,. 
Nel suo dipinto del 1964 Joan Crawford says, l'attrice pubblicizza la marca di un prodotto di cui non riusciamo a scorgere l'aspetto.  Ma Rosenquist ha affrontato anche temi più specificamente legati al mondo sociopolitico. Il suo dipinto più famoso e uno dei più grandi al mondo, intitolato F-111 del 1965, è ispirato alla guerra del Vietnam. Raffigura un aereo da caccia americano accanto a oggetti e simboli frammentati, da un piatto di spaghetti a un fungo atomico. President elect dedicato a John Fitzgerald Kennedy è conservato a Parigi al Centro Georges Pompidou.
È stato membro dell'American Academy and Institute of Arts and Letters. Sue opere sono conservate nei musei di tutto il mondo, fra questi il Museo d'arte moderna e contemporanea di Trento e Rovereto (MART), il Metropolitan Museum of Art e il Museum of Modern Art (MoMA) di New York, il Museo Guggenheim di Berlino, di Bilbao e di New York, che gli ha dedicato nel 2003 una retrospettiva.